# Pygoscelis tyreei
A Pygoscelis tyreei a madarak (Aves) osztályának pingvinalakúak (Sphenisciformes) rendjébe, ezen belül a pingvinfélék (Spheniscidae) családjába és a Spheniscinae alcsaládjába tartozó fosszilis faj.

## Tudnivalók
A ma már fosszilis Pygoscelis tyreei nevű pingvin Új-Zélandon élt, a késő pliocén korszak idején. Maradványait a Canterbury régió északi részén, az úgynevezett Motunau-parton (Motunau Beach) fedezték fel.
A fosszilis csontok alapján a kutatók megtudták, hogy ez a madár valamivel kisebb volt, mint a recens rokona, a szamárpingvin (Pygoscelis papua). A Pygoscelis tyreei 70-80 centiméter magas lehetett.

## Fordítás
- Ez a szócikk részben vagy egészben  a   Pygoscelis tyreei című angol Wikipédia-szócikk ezen változatának fordításán alapul.  Az eredeti cikk szerkesztőit annak laptörténete sorolja fel. Ez a jelzés csupán a megfogalmazás eredetét és a szerzői jogokat jelzi, nem szolgál a cikkben szereplő információk forrásmegjelöléseként.